# Lu Chenwei
Lu Chenwei (chinesisch 呂琛瑋, Pinyin Lǚ Chēnwěi; * 16. Januar 1991) ist ein chinesischer Snookerspieler.

## Karriere
Erstmals an einem Profiturnier nahm Lu Chenwei 2010 beim China Open teil. Er bekam eine Wildcard, verlor aber in der Qualifikationsrunde 2:5 gegen Robert Milkins. Zwei Jahre später spielte er erstmals bei den drei chinesischen Turnieren der für Amateure offenen Players Tour Championship. Durch einen Sieg gegen Alfie Burden erreichte er beim ersten Event in Zhangjiagang die Runde der letzten 32. An selber Stelle kam er ein Jahr später bis ins Halbfinale, wo er dem späteren Sieger Ju Reti unterlag. Davor besiegte er mit Li Yan und Cao Xinlong zwei Profispieler aus dem eigenen Land. Bei einem weiteren Turnier der Saison erreichte er die dritte, ein weiteres Mal nach einem Sieg über James Cahill die zweite Runde. In der Asian Tour Order of Merit, der Wertung der PTC-Asienturniere, nahm er dadurch Platz drei unter den Amateuren ein und bekam dafür die Startberechtigung auf der Snooker Main Tour als Profi für die folgenden beiden Spielzeiten.
Beim ersten Weltranglistenturnier der Saison 2014/15, dem Wuxi Classic, gelang ihm in der ersten Qualifikationsrunde sein erster Profisieg gegen den Waliser Dominic Dale. Dies brachte ihn in der Snookerweltrangliste zwischenzeitlich auf Platz 97, seine bisher beste Platzierung.